# Like Nastya
Anastasia Sergeyevna Radzinskaya (Kraj Krasnodar, 27 januari 2014), beter bekend onder haar alias Like Nastya, is een Russisch-Amerikaans youtuber. 
Samen met haar ouders beheert Like Nastya meerdere kanalen die zich richten op kinderen; met kinderliedjes, educatief vermaak, speelgoed uitpakken, en vloggen. De videos worden nagesynchroniseerd en uitgegeven in meerdere op een specifieke taal gerichte kanalen waaronder in het Engels, Duits, Arabisch, Bengaals, Frans, Portugees, Hindi, Turks, Spaans, Koreaans, Vietnamees, en Indonesisch.
Haar hoofdkanaal "Like Nastya" was in 2024 een van de tien meest bekeken kanalen op Youtube, en een van de tien kanalen met de meeste abonnees. In 2024 hadden haar kanalen samen meer dan 300 miljoen abonnees en haar videos waren meer dan 200 miljard keer bekeken. 
In 2019, 2020 en 2021 was zij de best betaalde vrouwelijke Youtuber. Op 25 augustus 2022 was zij de zevende youtuber die de Red Diamond Creator Award kreeg voor het behalen van 100 miljoen abonnees op haar hoofdkanaal. 

## Youtube

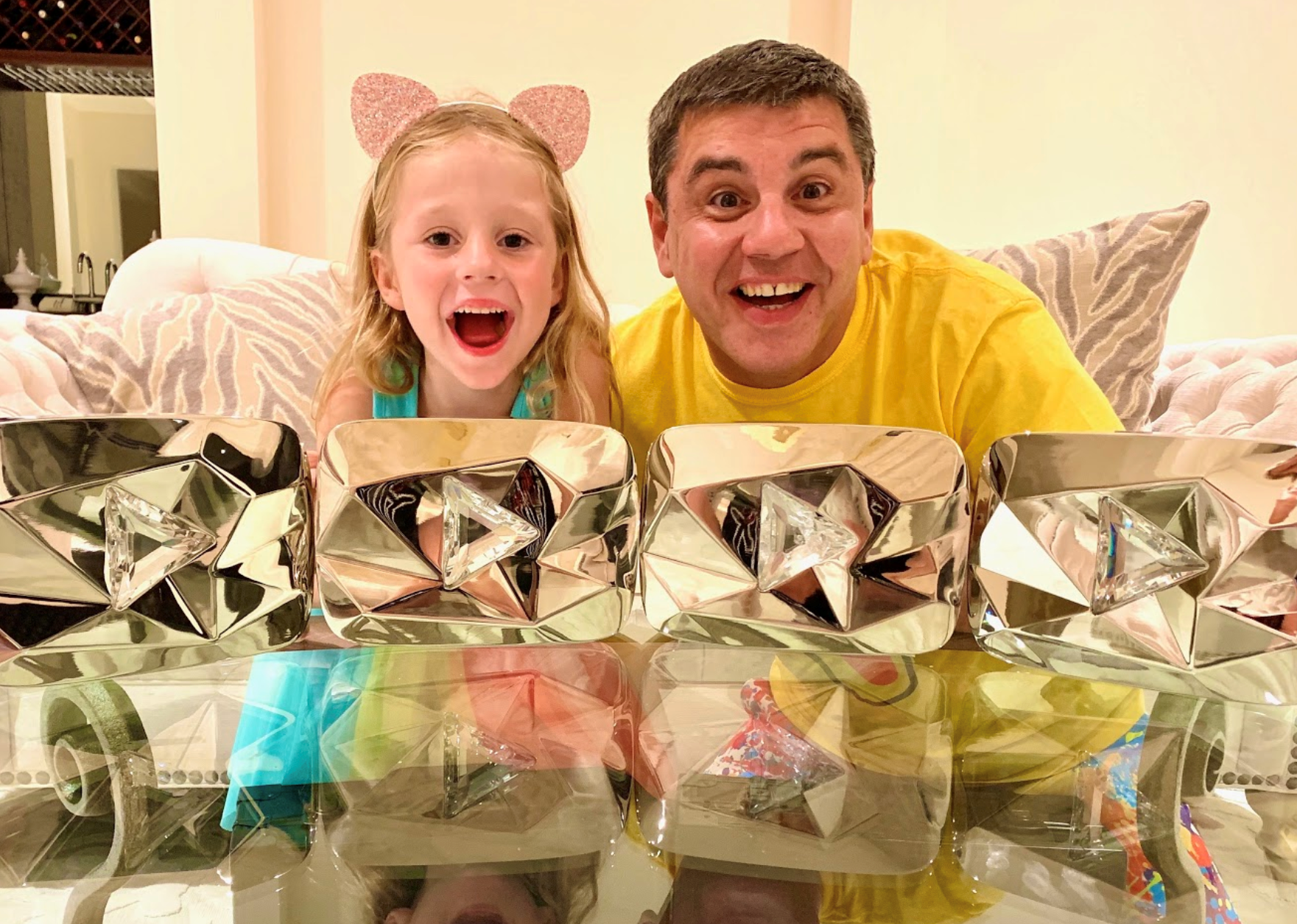
Like Nastya en haar vader in 2019 met 4 diamanten YouTube Creator Awards

Op 25 januari 2016 plaatsten haar ouders de eerste video van de toen bijna 2-jarige Like Nastya. Naar eigen zeggen om aan te tonen dat ze gezond was. Dokters in Krasnodar, een stad in Zuid-Rusland, hadden bij de geboorte een vermoeden van hersenverlamming en gaven aan dat ze mogelijk nooit zou kunnen praten. Toen haar ouders zagen dat ze goede vooruitgang maakte met praten maakten ze hier een video van en plaatsten deze op Youtube voor familie en behandelaren. Na enkele maanden werd een van de filmpjes populair bij het algemene publiek. Medio 2017 kregen ze voor het eerst een betaling van YouTubes partner programma, en tekenden ze een contract met het Amerikaanse media bedrijf Yoola. In 2018 verhuisde de familie naar Florida in de Verenigde Staten.

## Statistieken
| Kanaal           | Abonnees (miljoen) | Aantal keer bekeken (miljard) | YouTube Creator Awards | YouTube Creator Awards | YouTube Creator Awards | YouTube Creator Awards | YouTube Creator Awards |      |      |      |
| Kanaal           | Abonnees (miljoen) | Aantal keer bekeken (miljard) | 0,1                    | 1                      | 10                     | 50                     | 100                    |      |      |      |
| ---------------- | ------------------ | ----------------------------- | ---------------------- | ---------------------- | ---------------------- | ---------------------- | ---------------------- | ---- | ---- | ---- |
| Kanaal           | Abonnees (miljoen) | Aantal keer bekeken (miljard) | Like Nastya            | 122                    | 106,3                  | 2016                   | 2018                   | 2018 | 2020 | 2022 |
| Like Nastya Show | 44,1               | 21                            | 2017                   | 2017                   | 2019                   |                        |                        |      |      |      |
| Like Nastya ESP  | 41,4               | 20,7                          | 2017                   | 2017                   | 2019                   |                        |                        |      |      |      |
| Like Nastya Vlog | 21,6               | 9,9                           | 2017                   | 2017                   | 2019                   |                        |                        |      |      |      |
| Like Nastya AE   | 27                 | 13,7                          | 2019                   | 2019                   | 2020                   |                        |                        |      |      |      |
| Like Nastya PRT  | 25,9               | 14,4                          | 2019                   | 2019                   | 2020                   |                        |                        |      |      |      |

## Filmografie
| Jaar | Titel              | Rol      | Opmerkingen                                        |
| ---- | ------------------ | -------- | -------------------------------------------------- |
| 2024 | The Tiny Chef Show | Haarzelf | Seizoen 2, aflevering 8: "Ice Cream/Pasta & Sauce" |